# イェカチェリーナ・スワニーゼ
イェカチェリーナ・スィミョーノヴナ・スワニーゼ(グルジア語: ეკატერინე სვიმონის ასული სვანიძე, ロシア語: Екатери́на Семёновна Свани́дзе, 1885年4月2日 – 1907年11月22日) は、ソビエト連邦の最高指導者・ヨシフ・スターリン(Иосиф Сталин)の最初の妻である。

## 生い立ち
1885年、ロシア帝国治下のグルジア・クタイシ県を構成する「ラチャ」と呼ばれる地域にある小さな村「バジ」に生まれた。姉にアレクサンドラ(サシコ、1878 - 1936)、弟にアレクサンドル(アリョーシャ、1886 - 1941)、妹にマリーヤ(マリコ、1888 - 1942)がいた。父親のスィモンは鉄道従業員で地主、母親のセポラはグルジアの小貴族、「アズナーウリ」(აზნაური)の子孫であった。両親はクタイシ県に移住するが、子供たち4人はティフリス（現在のトビリシ）に移り、エリヴァン広場（現在の「自由広場」）付近と南カフカース軍管区司令部の裏手にある建物の中で一緒に暮らすようになった。アレクサンドルはロシア社会民主労働党（ボリシェヴィーキ派）の党員であり、ヨシフ・ヴィッサリオノヴィチ・ジュガシヴィリ（のちのヨシフ・スターリン）とは友人同士であった。アレクサンドラ、イェカチェリーナ、マリーヤの三姉妹は、フランス人の仕立屋、マダム・エルヴュー(Madame Hervieu)が所有する画室で働き始め、陸軍将校が着る制服や、その妻が着るドレスを作った。イェカチェリーナの姉、アレクサンドラはボリシェヴィーキ派のミヘイル・モナシェリージェ(Михейл Монаселидзе)と結婚するが、彼はトビリシ神学校(Тбилисская духовная семинария)の学生時代にスターリンと知り合った。歴史家のサイモン・セバーグ・モンテフィオーレ(Simon Sebag Montefiore)は、著書『Young Stalin』の中でモナシェリージェの名前を「Monoselidze」と表記しているが、これは誤記である。ラテン文字による表記は「Monaselidze」であり、グルジア語による表記は「მონასელიძე」。グルジア語圏においては、ややありふれた名前である。
1905年、アレクサンドルはスターリンを招待し、3人の姉妹および義兄のミヘイルと一緒に暮らすようになった。画室は上流階級の顧客が頻繁に出入りし、その中心的な場所でもあったことの相乗効果により、隠れ家として使うには格好の場所であった。のちにモナシェリージェは「警察から疑惑の目を向けられる心配が無い場所。私の仲間が一室にて違法な事柄に手を染めている間、妻はその隣で、将軍の妻が着るドレスの寸法を測っていた」と書いている。スターリンは、このときに初めてイェカチェリーナに出会ったと思われるが、それ以前に彼女の両親と一緒に隠れて暮らしていた可能性がある。
まもなくスターリンはイェカチェリーナに興味を抱いた。スターリンがイェカチェリーナに抱いた印象について、2人目の妻となったナジェージダ・アリルーエヴァ(Надежда Аллилуева)との娘・スヴェトラーナ・アリルーエヴァ(Светлана Аллилуева)に対して「思い遣りに溢れ、妙齢の女性であり、私の心を落ち着かせてくれた」と語っている。イェカチェリーナもまた、スターリンに対して敬慕の念を抱いており、彼の気持ちに共感していた。彼女はスターリンの思想のみならずスターリン自身にも魅了されていた。
イェカチェリーナは十分な教育を受けたグルジア人女性であり、共産思想に強い関心を示すようになった。ロシア社会民主労働党のために資金調達の催しを企画したり、負傷した革命家の世話を手伝ったりもしていた。

## 夫との関係

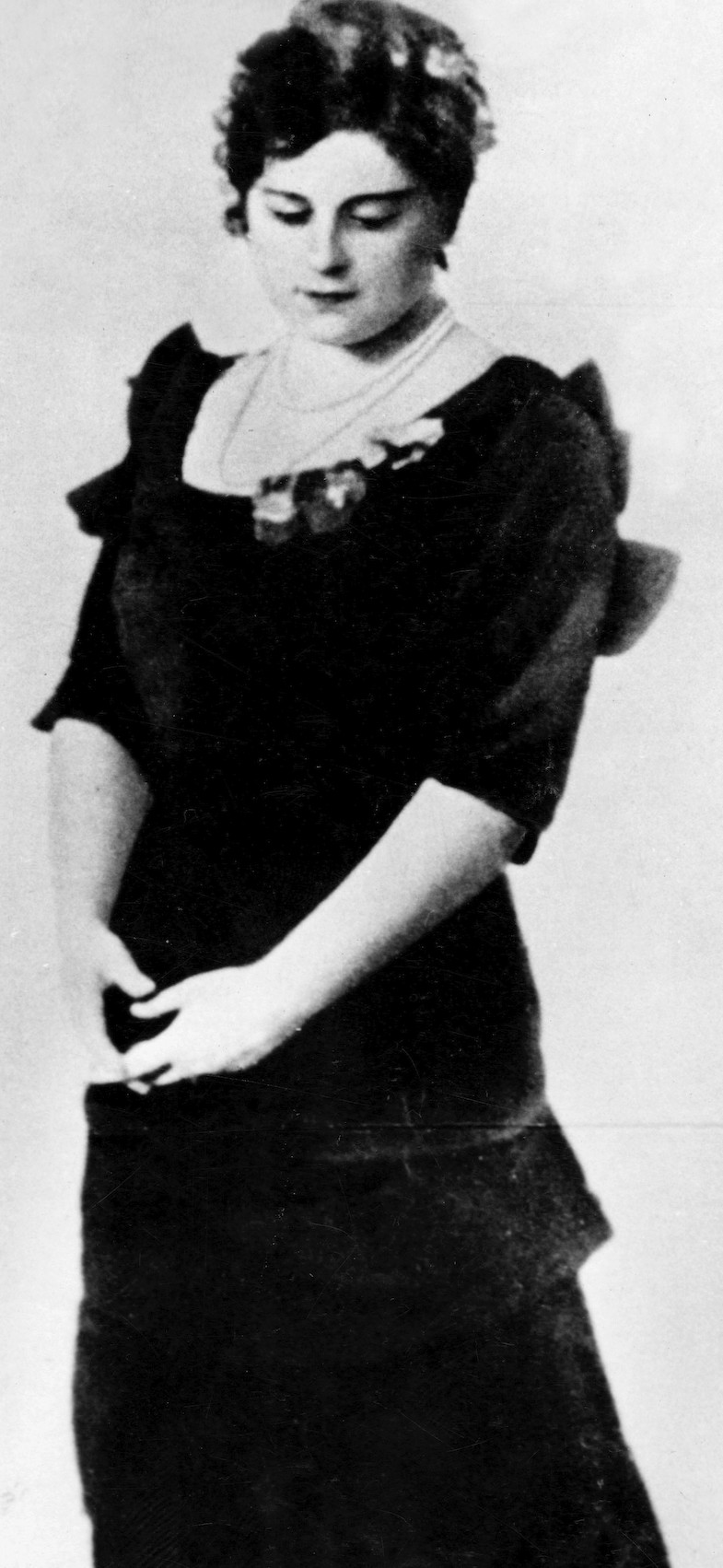
イェカチェリーナ・スワニーゼ（1905年ごろ）

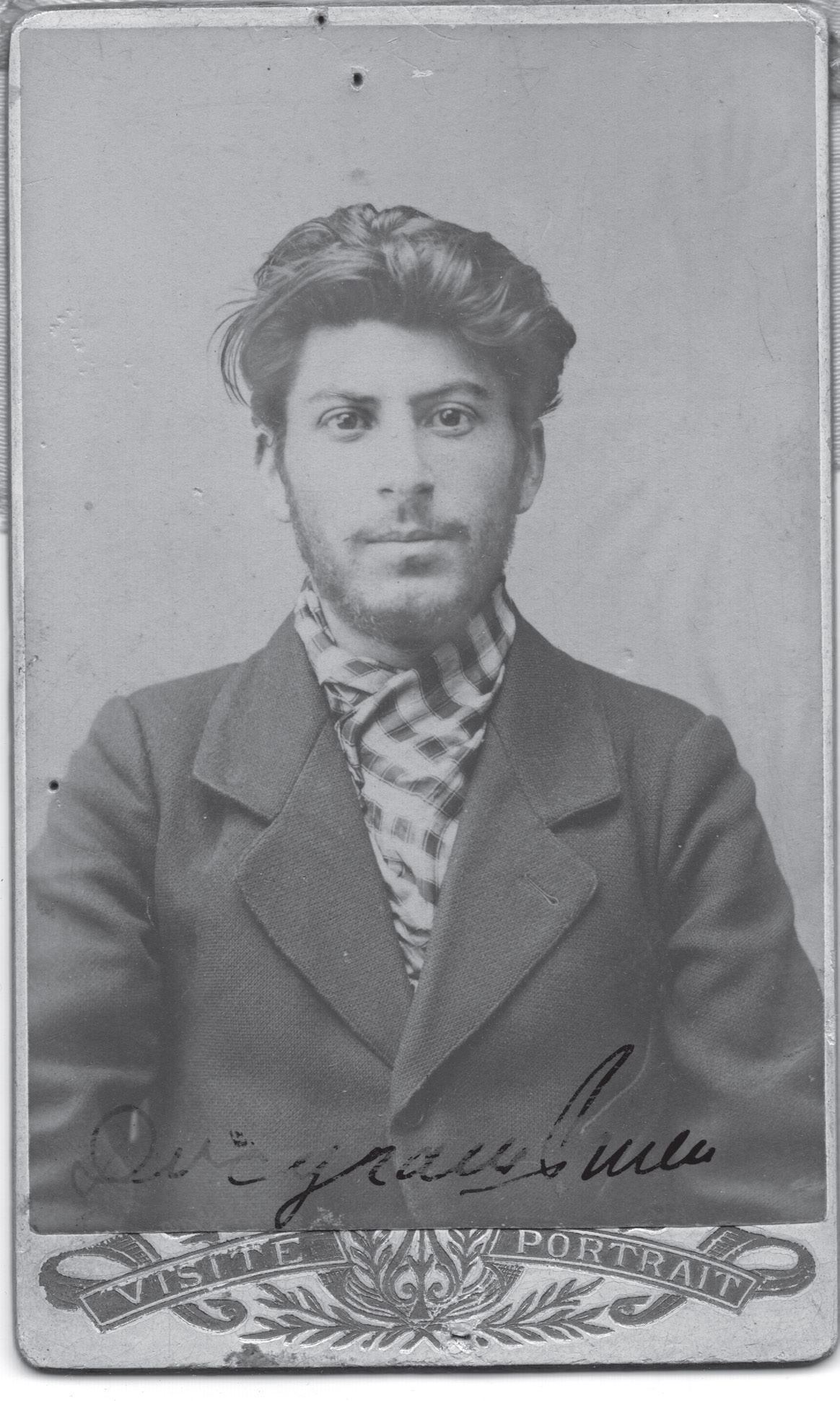
ヨシフ・スターリン（1902年）

1906年の夏、イェカチェリーナとスターリンは結婚しようと決めていた。この時点で彼女はスターリンの子供を身籠っており、彼女自身がそのことに気付いていたかどうかは不明であるが、歴史学者のスティーヴン・コトキン(Stephen Kotkin)は、これが2人が結婚に至った要因とみている。スターリンの母親、イェカチェリーナ・ゲラージェ(Екатерина Геладзе)と同じく、イェカチェリーナは敬虔なキリスト教徒であり、結婚式は宗教色の強い儀式にしたい、と強く主張した。スターリンは無神論者となっていた（スターリンは神学校で教育を受けていたが、のちに司祭教育を放擲した）が、彼女の言い分を受け入れた。
スターリンは、当時使っていた偽名の一つである「ガリアシュヴィリ」という名前で文書を偽造していたため、2人の結婚を認めてくれる神父を見付けるのは困難であった。モナシェリージェは、最終的に、神学校時代のスターリンの同級生の1人であったキタ・トゥクインヴァレーリを見付け、奉仕活動に励んだ。トゥクインヴァレーリ神父は、「結婚式は深夜に執り行う」ことを条件に承諾した。1906年7月16日の深夜に、スワニーゼ邸の隣にある教会にて、イェカチェリーナとスターリンは結婚式を挙げた。その後、ボリシェヴィーキ内でスターリンを庇護していたミハイル・ツハカヤ(Михаил Цхакая)が「タマダ」（乾杯の音頭を取る。グルジアでの祝宴において重要な人物）を務め、10人の招待客に向けてささやかな晩餐会が開かれた。スターリンは母を結婚式には招待せず、事前にそのこと（結婚式を挙げること）を伝えてすらいなかった。結婚式のあと、1人の警官が建物を訪ねてきたが、スターリンはこの警官に金を払っていたおかげで逮捕されることは無かった。
結婚した場合、国内旅券にその事実を記録するよう法律で義務付けられていたが、イェカチェリーナはそれをやらなかった。帝政ロシアの秘密警察、オフラーナ(Охрана)に追われていたスターリンを守るためであった。イェカチェリーナはボリシェヴィーキを積極的に支援し続け、1906年11月、モスクワからやってきた連絡員をもてなした。ところが、この人物は二重スパイであり、彼が去ったのち、イェカチェリーナは、彼女の従兄弟であるスピリドン・ドヴァリとともに11月13日に逮捕された。イェカチェリーナは投獄され、ドヴァリは爆弾製造の罪で起訴され、死刑を宣告された。イェカチェリーナは6週間の獄中生活を送ったのち、釈放された。彼女の身体が妊娠4ヶ月であるという事情や、姉のアレクサンドラが画室に来ていた客に助けを求めたことでドヴァリは減刑となった。釈放はされたものの、自宅へ帰ることは許されず、警察署長の自宅で2か月間暮らすこととなった。スターリンは頻繁に彼女の元を訪れていたが、警官たちはスターリンには見覚えが無かった。1907年3月18日、イェカチェリーナは息子を出産した。息子は「ヤーコフ」と名付けられた。スターリンは、自分の母と一緒に妻の出産に立ち会った。サイモン・セバーグ・モンテフィオーレによれば、この名前は幼いころのスターリンが母親と一緒に助けたヤコビ・エグナタシュヴィリに敬意を込めて付けたという。スターリンは、ヤーコフ誕生後も仕事を続けていたが、時折息子と遊び、その際には「パッツァン」(Пацан, 「男の子」「少年」の意味)と呼びかけていた。
ヤーコフ誕生から数か月後、スターリンは1907年に発生したティフリス銀行強盗に関与した。この銀行強盗は怪我人や死者を多数出した大規模なものとなった。スターリンは逮捕を避けるため、家族を連れてアゼルバイジャンの首都・バクーに逃亡した。彼らは、郊外、海に面した「バイル半島にある、天井の低いタタール族の建物」を借りることにした。イェカチェリーナは職探しに出向こうとするも、幼いヤーコフの世話をするのに精一杯であった。

## 最期

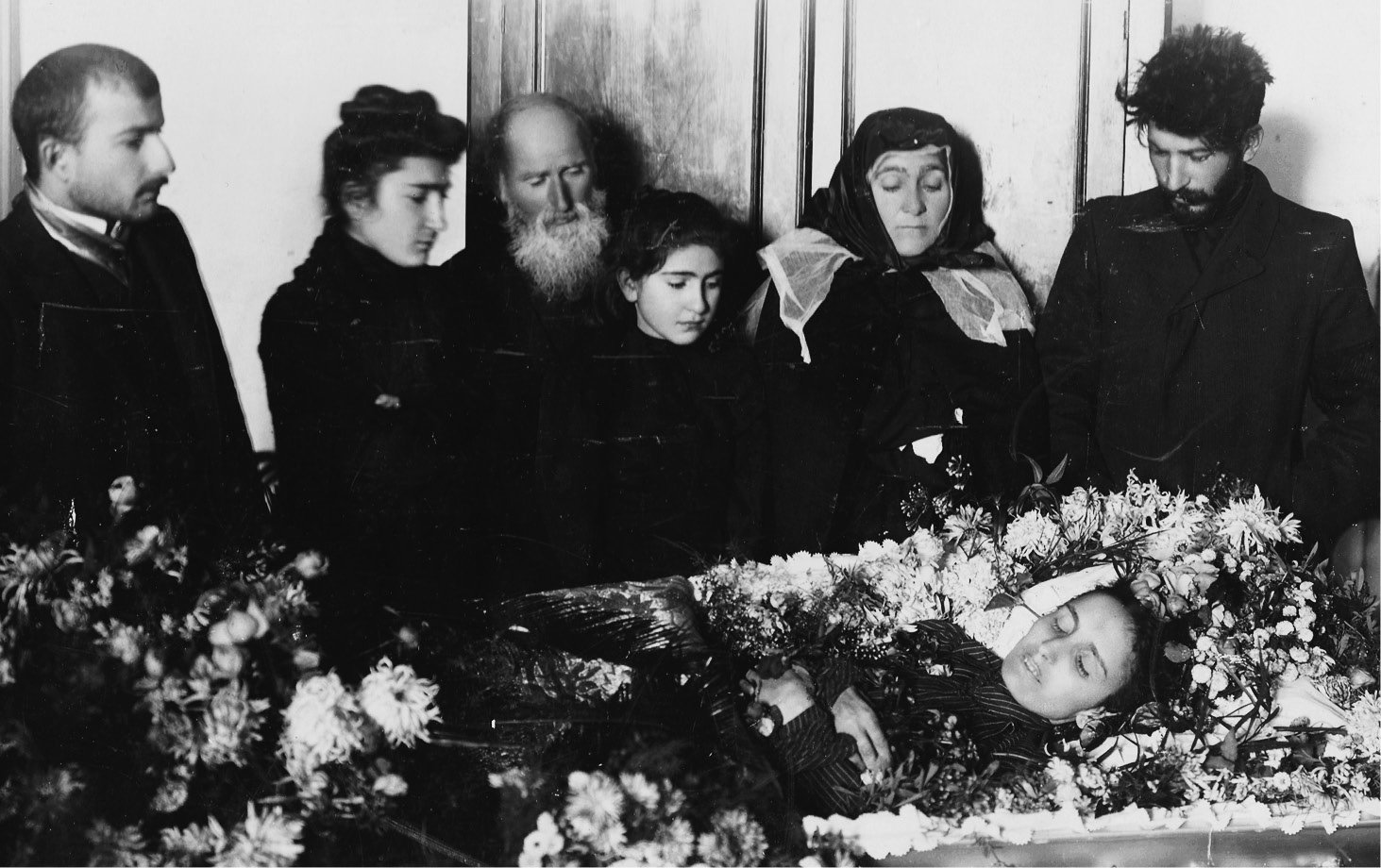
イェカチェリーナの葬儀での様子

スターリンは家を留守にしがちであり、イェカチェリーナは知り合いがほとんどいない土地で1人きりになることが多かった。夫を心配するあまり、彼女に圧し掛かる緊張状態、孤独、温暖地域での暮らしが、イェカチェリーナの健康に害を及ぼし、彼女の身体は間もなく病に蝕まれた。イェカチェリーナは、「もっと穏やかな気候のラチャに戻り、知人たちと暮らそう」と親族から誘われたが、彼女は夫を見捨てようとはしなかった。1907年10月の時点でイェカチェリーナの病状はかなり悪化していた。夫スターリンは妻の具合について不安に感じ、彼女をティフリスに連れていくも、すぐさまバクーに戻った。13時間に亘るグルジアへの帰還の旅の途中、イェカチェリーナは汚染された水を飲み、その際に発疹チフスに感染した可能性がある。ティフリスでの彼女は、腸からの大量出血が起こり始めた。スターリンが一度彼女の元へ見舞いに戻るも、ティフリスに戻った
3週間後の1907年11月22日、イェカチェリーナは死亡した。イェカチェリーナの正確な死因については不明である。歴史家のスティーヴン・コトキンは、彼女の死因について「ティフスか結核が原因だ」と書いているが、モンテフィオーレは、彼女の死に立ち会ったイェカチェリーナの親族の「ティフスだった」という主張を引用している。
イェカチェリーナの死は、新聞『Tsqaro』（წყარო, グルジア語で「情報源、消息筋」）で発表された。11月25日の午前9時、イェカチェリーナとスターリンが結婚式を挙げた教会にて、イェカチェリーナの葬儀が執り行われた。彼女はティフリスのクキア地区にある教会の墓地に埋葬されている。この墓標には、イェカチェリーナの生年は「1882」と記されている。妻の死に対し、夫スターリンは深い悲しみに打ちひしがれ、葬儀の席で以下のように述べたという。
「この女は、石のように冷たい私の心を和ませてくれた。私の中に残っていた、人間に対する最後の思い遣りの感情は、彼女の死とともに消え失せてしまった」
スターリンは、後年の恋人の1人に対し、自分が「悲しみのあまり、仲間が持っていた銃を奪った」と語った。イェカチェリーナを埋葬する際、スターリンは彼女の墓穴に身を投げ出し、仲間の手で引き摺り出されたという。オフラーナに追われていたスターリンは、礼拝が終わる前にそこから逃亡した。スターリンはティフリスからバクーへと戻り、生後8ヶ月のヤーコフを捨てるかのように、イェカチェリーナの親族のもとに預けた。その後数年間、スターリンは息子の前に姿を現すことは無かった。モンテフィオーレは、スターリンにとって、ヤーコフの存在が妻の死を喚起させることを示唆している。

## 親族たち

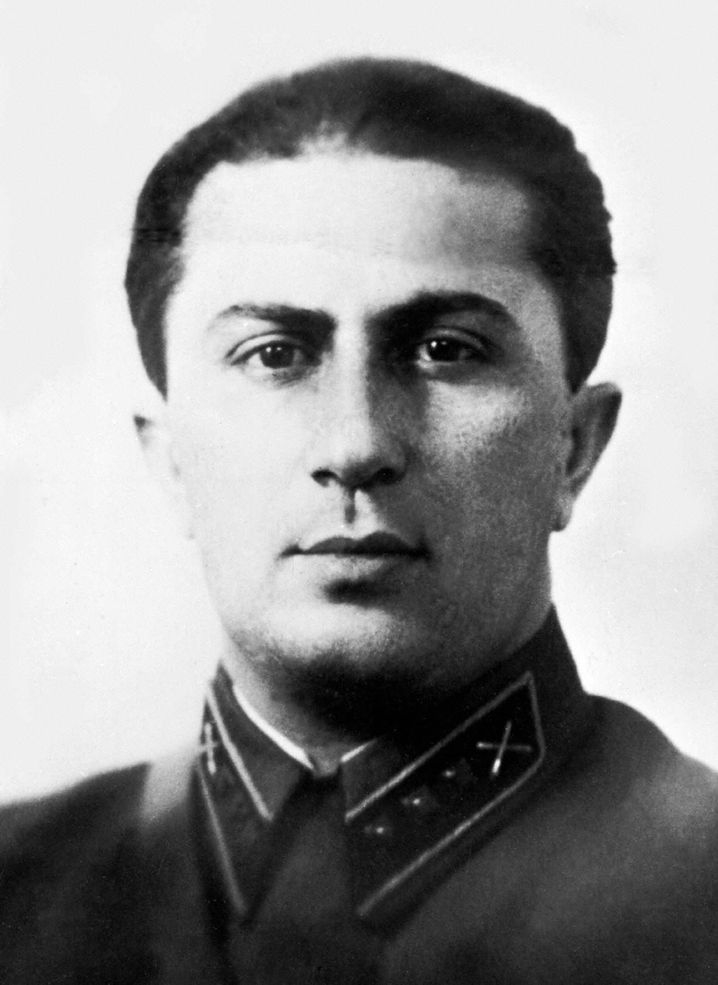
イェカチェリーナとスターリンの息子、ヤーコフ・ジュガシヴィリ

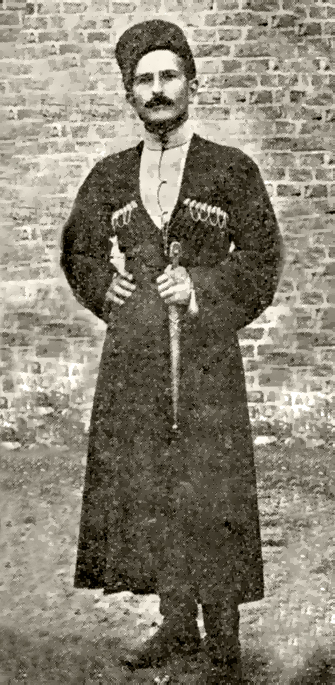
イェカチェリーナの弟、アレクサンドル

息子ヤーコフは、イェカチェリーナの没後14年間、スワニーゼ家で育てられた。ヤーコフはロシア革命後の1921年にモスクワで父スターリンと一緒に暮らし始めるが、ロシア語が分からず、グルジア語しか話せないヤーコフは、父スターリンから邪険に扱われ、辛い生活となった。スワニーゼ家の他の親族たちもモスクワに移住し、時折スターリンは、彼らの元を訪れていた。
ヤーコフは、1941年6月の独ソ戦開戦でバルバロッサ作戦に従軍し最前線に送られた。7月16日、スモレンスクの戦いでヤーコフは降伏し、ドイツ軍に捕縛された。スターリンは兵士たちに対して降伏を固く禁じており、敵に降伏して捕らえられるぐらいなら自ら死を選ぶべきであると考えており、降伏したヤーコフに対して酷く立腹した。
1943年2月のスターリングラード攻防戦で、ドイツ陸軍元帥・フリードリッヒ・パウルス(Friedrich Paulus)が降伏し、ドイツはソ連に対してヤーコフとパウルスとの交換を申し出るも、スターリンはこれを拒否した。スターリンは「どれほどの数の若者が収容所送りとなったか、考えてみろ」「ヤーコフをパウルスほどの人間と交換しようと考える者がどこにいるのかね？」と言い放ち、捕虜交換の打診を完全に拒絶した。ニコライ・トルストイ(Nikolai Tolstoy)によれば、アドルフ・ヒトラー(Adolf Hitler)は自身の甥、レオ・ルドルフ・ラウバル(Leo Rudolf Raubal)とヤーコフを交換するという別の案も申し出たが、スターリンはこれも拒否したという。
1943年4月14日の夜、ヤーコフはザクセンハウゼンの収容所にて、突然中立地帯を横切って高圧電線に駆け寄った。ヤーコフは監視員に対して「撃て！」と叫んだ直後に高圧電線を両手で掴み、その衝撃でぶら下がったまま死亡した。剖検報告によれば、監視員が撃った弾丸は、ヤーコフの右耳から4cmのところで頭部に直撃し、頭蓋骨は骨折していたが、そうなる前にヤーコフは高圧電流の衝撃で絶命していた。
親族等
弟・アレクサンドルは、トビリシのトビリシ・オペラ・ハウスの歌手のマリーア・アニスィモヴナ・カローナ(Мария Анисимовна Корона, 1889 - 1942)と結婚し、ソ連共産党内でも出世していった。
妹・マリーヤ（Марико Семёновна Сванидзе, 1888 - 1942）もモスクワに移住し、共産党幹部アヴェル・イェヌキージェ(А́вель Енуки́дзе)の秘書として働いた。
1937年に本格化した大粛清(Большо́й терро́р)の一環で、10月にイェヌキージェはスパイ行為と反逆罪の容疑によりスターリンの命令で処刑され、イェヌキージェの秘書だったマリーヤも告発逮捕され、翌1938年には、スターリンはアレクサンドルとその妻・マリーアの逮捕を命じた。スターリンはアレクサンドルに対し「自分はドイツのスパイである」ことを認めるよう迫ったが、アレクサンドルはそれをきっぱりと拒否した。
1941年8月20日、内務人民委員部長官のベリヤの命令により、アレクサンドルは銃殺刑に処せられた。妹・マリーヤは、NKVD特別協議(Осо́бое совеща́ние при НКВД СССР)の下した決定に基づき、1942年3月3日に銃殺刑に処せられた。アレクサンドルの妻マリーアは、カザフスタンのグラーグ（女性収容所ドリンスコエ）で10年の刑に処された。彼女は夫の処刑を知らされ心臓発作で亡くなった。1956年に各・名誉回復された。
アレクサンドルとマリーアの間に生まれた息子・イヴァン(Иван　Сванидзе)はは、1957年にスターリンの娘・スヴェトラーナ・アリルーエワと結婚するも、1959年に離婚を申請した。ソ連の法律では、離婚の布告の際には、新聞に自宅の住所を掲載することが義務付けられていた。イヴァンは経済学者となり1987年に亡くなった。